# Seznam poštovních známek České republiky 2023
Seznam českých poštovních známek vydaných v roce 2023
| číslo | datum             | nominální hodnota | rozměr         | grafika                         | rytí            | název                                                       |
| ----- | ----------------- | ----------------- | -------------- | ------------------------------- | --------------- | ----------------------------------------------------------- |
| 1187  | 20. ledna 2023    | B                 | 40 × 23 mm     | Eva Hašková                     |                 | Tradice české známkové tvorby: Vladimír Suchánek "B"        |
| 1188  | 15. února 2023    | B                 | 23 × 40 mm     | Jindřich Ulrich                 |                 | Osobnosti: Mikuláš Koperník "B"                             |
| 1189  | 15. února 2023    | B                 | 23 × 40 mm     | Michal Novák                    |                 | Zdeněk Podskalský "B"                                       |
| 1190  | 15. února 2023    | E                 | 40 × 26 mm     | Ivana Lomová                    |                 | Krásy: zámek Kozel "E"                                      |
| 1191  | 15. února 2023    | B                 | 23 × 30 mm     | Jiří Slíva                      |                 | Výplatní: Velikonoce 2023 "B"                               |
| 1192  | 15. března 2023   | 27 Kč             | 23 × 40 mm     | Lenka Vojtová                   |                 | Osobnosti: Jan Janský                                       |
| 1193  | 15. března 2023   | 34 Kč             | 40 × 50 mm     | Milan Jaroš                     |                 | Umění: František Drtikol                                    |
| 1194  | 15. března 2023   | A                 | 40 × 26 mm     | Jan Kavan                       | Miloš Ondráček  | Krásy: Hrad Český Šternberk "A"                             |
| 1195  | 15. března 2023   | B                 | 30 × 23 mm     | Jiří Slíva                      |                 | Výplatní pro přítisky: Cyklistika "B"                       |
| 1196  | 5. dubna 2023     | 27 Kč             | 30,5 × 45 mm   | Karel Zeman                     |                 | Jan Blažej Santini Aichel                                   |
| 1197  | 5. dubna 2023     | 31 Kč             | 30,5 × 45 mm   | Karel Zeman                     |                 | Jan Blažej Santini Aichel                                   |
| 1198  | 5. dubna 2023     | 37 Kč             | 30,5 × 45 mm   | Karel Zeman                     |                 | Jan Blažej Santini Aichel                                   |
| 1199  | 5. dubna 2023     | 27 Kč             | 44,4 × 27,2 mm | Adam Kašpar                     |                 | Dendrologická zahrada v Průhonicích                         |
| 1200  | 5. dubna 2023     | 31 Kč             | 44,4 × 54,4 mm | Adam Kašpar                     |                 | Dendrologická zahrada v Průhonicích                         |
| 1201  | 5. dubna 2023     | 34 Kč             | 44,4 × 54,4 mm | Adam Kašpar                     |                 | Dendrologická zahrada v Průhonicích                         |
| 1202  | 9. května 2023    | E                 | 33 × 33 mm     | Kamil Knotek                    |                 | EUROPA: Mír - nejvyšší lidská hodnota "E"                   |
| 1203  | 9. května 2023    | 30 Kč             | 23 × 40 mm     | Pavel Sivko                     |                 | 100 let od zahájení rozhlasového vysílání                   |
| 1204  | 17. května 2023   | 38 Kč             | 54,4 × 44,4 mm | Pavel Hrach                     |                 | Barokní nástěnné malby                                      |
| 1205  | 17. května 2023   | 44 Kč             | 54,4 × 44,4 mm | Pavel Hrach                     |                 | Barokní nástěnné malby                                      |
| 1206  | 7. června 2023    | B                 | 40 × 23 mm     | Klára Melichová                 |                 | Český design: Jaroslav Ježek "B"                            |
| 1207  | 7. června 2023    | B                 | 40 × 23 mm     | Petr Štěpán                     |                 | Výplatní: Prezident republiky "B"                           |
| 1208  | 7. června 2023    | B                 | 40 × 23 mm     | Petr Štěpán                     |                 | Výplatní: Prezident republiky "B"                           |
| 1209  | 7. června 2023    | B                 | 40 × 23 mm     | Petr Štěpán                     |                 | Výplatní: Prezident republiky "B"                           |
| 1210  | 7. června 2023    | B                 | 40 × 23 mm     | Petr Štěpán                     |                 | Výplatní: Prezident republiky "B"                           |
| 1211  | 7. června 2023    | B                 | 40 × 23 mm     | Petr Štěpán                     |                 | Výplatní: Prezident republiky "B"                           |
| 1212  | 7. června 2023    | B                 | 40 × 23 mm     | Petr Štěpán                     |                 | Výplatní: Prezident republiky "B"                           |
| 1213  | 7. června 2023    | B                 | 40 × 23 mm     | Petr Štěpán                     |                 | Výplatní: Prezident republiky "B"                           |
| 1214  | 7. června 2023    | B                 | 40 × 23 mm     | Petr Štěpán                     |                 | Výplatní: Prezident republiky "B"                           |
| 1215  | 7. června 2023    | B                 | 40 × 23 mm     | Petr Štěpán                     |                 | Výplatní: Prezident republiky "B"                           |
| 1216  | 7. června 2023    | B                 | 40 × 23 mm     | Petr Štěpán                     |                 | Výplatní: Prezident republiky "B"                           |
| 1217  | 14. června 2023   | 34 Kč             | 54,4 × 44,4 mm | Jan Maget                       |                 | Herečky a herci: Libuše Šafránková                          |
| 1218  | 14. června 2023   | 34 Kč             | 54,4 × 44,4 mm | Jan Maget                       |                 | Herečky a herci: Josef Abrhám                               |
| 1219  | 14. června 2023   | B                 | 23 × 40 mm     | Renáta Fučíková                 |                 | Osobnosti: Josef Jungmann "B"                               |
| 1220  | 14. června 2023   | 27 Kč             | 40 × 23 mm     | Pavel Piekar                    | Václav Fajt     | Osobnosti: Blaise Pascal                                    |
| 1221  | 14. června 2023   | 23 Kč             | 23 × 40 mm     | Petr Minka                      |                 | Sport: Jan Veselý                                           |
| 1222  | 6. září 2023      | 27 Kč             | 27 × 44 mm     | Jaromír Knotek, Libuše Knotková | Martin Srb      | Ochrana přírody: Národní park Podyjí                        |
| 1223  | 6. září 2023      | 31 Kč             | 27 × 44 mm     | Jaromír Knotek, Libuše Knotková | Martin Srb      | Ochrana přírody: Národní park Podyjí                        |
| 1224  | 6. září 2023      | 34 Kč             | 54 × 44 mm     | Jaromír Knotek, Libuše Knotková | Martin Srb      | Ochrana přírody: Národní park Podyjí                        |
| 1225  | 6. září 2023      | 38 Kč             | 54 × 44 mm     | Jaromír Knotek, Libuše Knotková | Martin Srb      | Ochrana přírody: Národní park Podyjí                        |
| 1226  | 6. září 2023      | B                 | 30 × 23 mm     | Petr Foltera                    |                 | ZS: Maková panenka a motýl Emanuel "B"                      |
| 1227  | 6. září 2023      | 23 Kč             | 40 × 23 mm     | Adolf Absolon                   |                 | Františkovy Lázně "B"                                       |
| 1228  | 6. září 2023      | E                 | 40 × 50 mm     | Marina Richterová               |                 | Shakespearovské hry                                         |
| 1229  | 6. září 2023      | E                 | 40 × 30 mm     | Marina Richterová               |                 | Shakespearovské hry                                         |
| 1230  | 6. září 2023      | Z                 | 40 × 50 mm     | Marina Richterová               |                 | Shakespearovské hry                                         |
| 1231  | 6. září 2023      | Z                 | 40 × 30 mm     | Marina Richterová               |                 | Shakespearovské hry                                         |
| 1232  | 6. září 2023      | B                 | 23 × 30 mm     | Eva Hašková                     |                 | Výplatní pro přítisky: Diskobolos "B"                       |
| 1233  | 2. října 2023     | 63 Kč             | 50 × 40 mm     | Filip Heyduk                    | Martin Činovský | 30. výročí vzniku Českě pošty a Slovenské pošty - spol.vyd. |
| 1234  | 18. října 2023    | 72 Kč             | 44 × 54 mm     | Milan Bauer                     | Václav Fajt     | František Běhounek                                          |
| 1235  | 18. října 2023    | B                 | 40 × 23 mm     | Josef Dudek                     |                 | Univerzita Palackého v Olomouci "B"                         |
| 1236  | 18. října 2023    | 5 Kč              | 23 × 19 mm     | Jaromír Knotek, Libuše Knotková |                 | Výplatní: Perleťovec                                        |
| 1237  | 8. listopadu 2023 | 34 Kč             | 40 × 50 mm     | Kamil Knotek                    |                 | Umění: Ladislav Sutnar                                      |
| 1238  | 8. listopadu 2023 | 44 Kč             | 40 x 50 mm     | Otakar Karlas                   |                 | Umění: Toyen                                                |